# Theodore Kaczynski
Theodore John „Ted“ Kaczynski (22. května 1942 – 10. června 2023), znám také jako Unabomber, byl americký matematik, sociální kritik, anarchista a neoluddista, který rozesílal po USA podomácku zhotovené bomby, které dohromady zabily tři osoby a 24 dalších zranily. Jako motiv uvedl boj proti technickému pokroku.

## Životopis

### Mládí
Theodore Kaczynski se narodil 22. května 1942 v Chicagu, Illinois, do polské rodiny Wandy a Theodora Richarda Kaczynských. Kaczynski byl zázračné dítě. Jeho IQ mělo hodnotu 167, tudíž mu bylo dovoleno přeskočit šestou třídu a zapsat se do sedmé. Se spolužáky příliš nevycházel. Ve škole se mu vysmívali, a proto většinu času trávil osamocený, zahloubený do svých myšlenek. V dospělosti dosáhl výšky 175 cm, je tedy možné, že byl ve srovnání s o 2 až 3 roky staršími spolužáky značně menší a méně fyzicky vyspělý. Po jeho zatčení v dospělosti mu bylo naměřeno IQ 136 (WAIS-R) (99. percentil) s VIQ 138 a PIQ 124 (95. percentil). Tato nižší hodnota může být následkem schizofrenie, kde je běžné, že onemocnění sníží IQ i o 16 a více bodů. Kaczynski také mírně kulhal v důsledku zranění nohy z dětství.
V 16 letech se dostal na Harvard University. Byl posedlý matematikou, ve svém pokoji rád počítal diferenciální rovnice. V mnohém předčil své spolužáky, někdy dokonce i svého profesora, kterým byl logik Willard Van Orman Quine. Mezi lety 1959 a 1962 se na Harvardu dobrovolně účastnil několika eticky pochybných experimentů tajného programu MKULTRA.

### Kariéra
Kaczynski dostudoval Harvard v roce 1962 a následně se zapsal na University of Michigan, kde získal titul PhD. v matematice. Kaczynského doménou byla odnož komplexní analýzy známá jako geometrická teorie funkcí. Jeho profesoři v Michiganu byli zaujati jeho intelektem a motivací. Jeho disertační práce se nazývala „Hranice funkce“.
V roce 1967 se Kaczynski stal odborným asistentem matematiky na University of California, Berkeley, historicky nejmladším v této akademické hodnosti na univerzitě. Studentům se zdál nepříjemný, během přednášek často koktal a mumlal, byl často nervózní a nápady studentů zavrhoval jako „blbosti“.
Podle některých analytiků se na pozdějších Kaczynského atentátech podepisuje jeho účast na pokusech psychologa Henryho Murraye. V nich studenti vedli tajné dlouhé debaty o svých postojích a hodnotách. Tyto rozhovory byly přitom tajně nahrávány, poté byly studentům připoutaným k židli puštěny a zesměšňovány Murrayem a Kaczynským. Před tímto riskantním pokusem, kdy hrozí ataky schizofrenických stavů, byl Kaczynski stabilní osobností. Poté to již neplatilo. Bez vysvětlení z univerzity následující rok odešel.

### Život v Montaně
V polovině roku 1971 se Kaczynski přestěhoval k rodičům do Lombardu, Illinois. O dva roky později se přestěhoval do Lincolnu v Montaně, kde vedl jednoduchý život za velmi málo peněz, bez elektřiny a tekoucí vody. Získával finanční podporu od své rodiny, prostředky později použil na zakoupení materiálů do bomb. V roce 1978 pracoval krátce s otcem a bratrem v továrně na gumu.
Kaczynski chtěl svým odtrhnutím od civilizace dokázat, že i moderní člověk dokáže být soběstačný. I do jeho krajiny však začal zasahovat průmysl. Na jednom z jeho oblíbených míst v lese chtěly úřady vystavět silnici. Začal číst knihy o sociologii a politické filozofii, jako například díla Jacquese Ellula. Nakonec dospěl k závěru, že jen násilnými útoky lze upozornit lidstvo na problém vyspělé civilizace.

### Bomby
Kaczynski začal rozesílat bomby v roce 1978, první bomby byly velice primitivní. Během příštích 17 let si začal počínat obratněji a sestrojil bomby, které zabily tři lidi a zranily 23 dalších.
Bomby byly klasické trubkové bomby, popř. design trubka v trubce (zlepšení fragmentace). Plnivem byl flash prach na bázi chlorečnanu draselného (střelivina). Účinnost trubkových bomb na bázi střelivin je obecně velmi nízká, především kvůli nevýhodné fragmentaci, proto také zemřely pouze 3 oběti.
První bomba byla zaslána poštou na konci května 1978 na Northwestern University. Policista Terry Marker balíček otevřel a ten vzápětí explodoval. Marker utrpěl jen povrchová zranění. Jelikož další útoky se odehrávaly často na školách či u aerolinek, dostal zatím neznámý útočník přezdívku Unabomber (University and Airline bomber).
Během 17 let zabil Unabomber tři osoby. Majitele obchodu s počítači Hugha Scruttona, vedoucího reklamní agentury Thomase Mossera a prezidenta lesnické asociace Gilberta Murraye.

### Hledání a zatčení
Roku 1995 poslal Unabomber FBI dopis, známý jako Unabomberův manifest, v němž píše, že zanechá svých útoků. Manifest či jeho úryvky otiskly po dohodě s FBI takové časopisy a noviny, jako jsou Penthouse, The New York Times či The Washington Post.
FBI před uveřejněním manifestu prosila veřejnost o pomoc při určování pachatele. Dospěla k závěru, že útočník pochází z Chicaga a je nadprůměrně inteligentní. Manifest si přečetl i David Kaczynski. Poznal některá spojení a zděsil se, že Spojené státy přes 17 let terorizoval jeho vlastní bratr. Nakonec šel na FBI.
Theodore Kaczynski byl zatčen 3. dubna 1996 ve své chatrči v Lincolnu. Našli rozdělané bomby, dopisy adresované FBI a článek, který odpovídal Unabomberovu manifestu.

### Soudní řízení
Kaczynského právníci prohlásili během soudu, že jejich klient trpí duševní chorobou, to však Kaczynski rázně odmítl. Soudní psychiatr konstatoval, že Kaczynski sice trpí paranoidní schizofrenií, ale že je způsobilý trestu. Ve své knize Technologické otroctví Kaczynski vzpomíná na dva vězeňské psychology, Dr. Jamese Wattersona a Dr. Michaela Morrisona, kteří jej navštěvovali téměř každý den po dobu čtyř let. Žádný náznak duševní poruchy na něm nezaznamenali a obvinili soudního psychologa z podjatosti.
Dne 7. ledna 1998 se Kaczynski pokusil o sebevraždu oběšením. David Kaczynski se dohodl s vyšetřovateli a soudem, že budou vůči Unabomberovi shovívaví a nenavrhnou trest smrti, jak požadoval státní zástupce. V květnu 1998 byl Theodore Kaczynski odsouzen na doživotí bez možnosti podmínečného propuštění.

### Závěr života
V době před smrtí se Kaczynski nacházel ve věznici ADX Florence v Coloradu. Psal odtud recenze na vědecké publikace do New York Times a roku 2010 nechal vydat svou výše zmíněnou knihu Technologické otroctví. Někteří anarchističtí spisovatelé, jako např. John Zerzan či John Moore přijali Kaczynského ideje za své.
| „                    | Nebojím se, že bych se zdejšímu prostředí nedokázal přizpůsobit. Jediné, čeho se obávám, je, že jak roky běží, slábnou moje vzpomínky na hory, lesy, na kontakt s divokou přírodou. | “ |
| — Theodore Kaczynski | |   |

Jistou dobu byl Kaczynski i podezřelým v případu sériového vraha Zodiaka. V době Zodiakových vražd bydlel v oblasti San Francisca. Mezi Zodiakem, jeho oběťmi a Kaczynským však nebylo žádné spojení. To, že by byl Zodiakem, téměř vylučuje i znalecké zkoumání jeho písma.

## Theodore Kaczynski v kultuře
- Norská aggrotech kapela Combichrist jmenuje ve své písni „God Bless“ (česky „Bůh žehnej“) celou řadu sériových vrahů a teroristů, mezi nimi je i Theodore Kaczynski.[8][9]
- Jeho životu v období izolace a bombových útoků se věnuje i film Ted K z roku 2021. Film produkoval a hlavní roli si v něm i zahrál Sharlto Copley.